# Shūko Aoyama
Shūko Aoyama (青山 修子?, Aoyama Shūko; Ōsaka, 19 dicembre 1987) è una tennista giapponese.

## Carriera

### 2012-2017: semifinale a Wimbledon i primi titoli e top-30
Aoyama ha vinto il suo primo titolo WTA in doppio nel 2012 a Kuala Lumpur assieme a Chang Kai-chen; l'anno dopo, le due confermano il trionfo in Malesia al termine di una finale molto combattuta su Zhang/Husárová (6(4)-7, 7-6(4), [14-12]) e, in più, la nipponica riesce a vincere anche il torneo di Washington con Duševina, battendo Bouchard/Townsend nell'ultimo atto. A livello slam, la giapponese, in coppia con Chanelle Scheepers, raggiunge a sorpresa la semifinale, battendo nel percorso 3 teste di serie; nel penultimo atto, la coppia è stata battuta da Hsieh/Peng per 4-6 3-6.
Nel 2014, Aoyama bissa il titolo di Washington assieme a Dabrowski e poi vince il primo titolo nel suolo giapponese nel torneo della capitale assieme alla ceca Voráčová. Per la prima volta dal 2010, la nipponica perde una finale WTA ad Auckland assieme a Voráčová; successivamente, raggiunge un'altra finale a Pattaya con la padrona di casa Tanasugarn. Tuttavia, non riesce a conquistare il titolo, perdendo da Chan/Chan nell'ultimo atto.
Nel 2016, Aoyama torna a vincere un titolo WTA nel torneo di casa di Tokyo assieme alla connazionale Ninomiya e raggiunge altre tre finali nel corso della stagione.
Nel 2017, vince il terzo titolo a Washington con Voráčová, battendo in finale la stessa coppia sconfitta nel 2013, ovvero Bouchard/Townsend. In settembre, vince nuovamente a Tokyo (per la terza volta) con Yang Zhaoxuan. In Cina, a Wuhan, raggiunge la prima finale Premier 5 della carriera assieme a Yang, approfittando del ritiro di Makarova/Vesnina e del walk-over di Barty/Dellacqua in semifinale; nell'ultimo atto, la coppia cino-giapponese viene sconfitta da Hingis/Chan al super-tiebreak. Grazie soprattutto a questo risultato, chiude la stagione al n°29 del mondo, suo best-ranking.

### 2018-2020: i primi titoli Premier e top-25
La stagione 2018 regala ad Aoyama la finale di Hong Kong assieme a Marozava persa contro Zhang/Stosur per 4-6 4-6. Grazie anche ad altre due semifinali WTA (compresa quella di Wuhan), la coppia Aoyama/Marozava si qualifica al WTA Elite Trophy di Zhuhai, il cosiddetto "masterino": le due vincono il gruppo Giglio grazie alla miglior differenza set rispetto a Buzarnescu/Rosolska e Tang/Xun, dopo che tutte le coppie avevano vinto e perso un match ciascuno. Si qualificano perciò per la loro seconda finale annuale, dove affrontano Lyudmyla e Nadiia Kichenok: Aoyama/Marozava si arrendono alle ucraine per [7-10] al super-tiebreak, non riuscendo a portare a casa nessun titolo nella stagione.
Nel 2019, la partnership con Marozava non produce risultati di rilievo per i primi sei mesi: le due non raggiungono nemmeno una semifinale WTA. Aoyama decide così di cominciare a giocare con Aleksandra Krunić: la coppia vince il primo torneo che gioca assieme sull'erba di 'S-Hertogenbosch, battendo in finale le padrone di casa Schoofs/Kerkhove. Continuano il buon momento con la semifinale a Mallorca mentre a Wimbledon si fermano al secondo turno. Al termine dello slam londinese, Aoyama decide di formare una coppia tutta giapponese con Ena Shibahara: le due raggiungono subito una finale nel primo torneo giocato, il Premier di San José, dove si arrendono a Melichar/Peschke. Dopo un breve ritorno con Krunić, ritorna con Shibahara, con cui coglie la semifinale nel prestigioso Mandatory di Pechino (dopo aver battuto Babos/Mladenovic nei quarti) e poi vincono il primo titolo assieme a Tianjin, superando in finale le connazionali Hibino/Kato. Nell'ultimo torneo giocato nel 2019, le nipponiche trionfano a Mosca, prevalendo su Flipkens/Mattek-Sands nell'ultimo atto. Per Shūko è l'11º titolo WTA della carriera, il primo a livello Premier.
Nel 2020, decide di giocare stabilmente con Shibahara: dopo un terzo turno agli Australian Open, le due riescono a vincere il terzo titolo assieme al Premier di San Pietroburgo, battendo in finale Christian/Guarachi per 4-6 6-0 [10-3]. Dopo la lunga pausa dovuta alla pandemia mondiale di COVID-19, le due ottengono una semifinale sulla terra di Roma e su quella di Strasburgo; al Roland Garros, le giapponesi raggiungono il loro primo quarto di finale slam assieme; nella circostanza, vengono fermate da Guarachi/Krawczyk per 0-6 4-6. Grazie alla buona stagione, Aoyama sfiora la top-20, posizionandosi il 21ª posizione come best-ranking e chiudendo l'anno al n°22 del ranking.

### 2021: 2° semifinale a Wimbledon, semifinale alle Finals, 5 titoli e la top-5
Aoyama e Shibahara cominciano la stagione nel WTA 500 di Abu Dhabi: dopo un complicato primo turno contro Kostjuk/Klepač (4-6 7-5 [12-10]), le due riescono a cogliere la finale senza perdere set; nell'ultimo atto, le asiatiche hanno la meglio su Carter/Stefani per 7-6(5), 6-4, conquistando il 4º titolo della loro partnership. Nel secondo torneo a cui prendono parte, lo Yarra Valley Classic, le giapponesi conquistano la seconda finale annuale, dove affrontano Kalinskaja/Kužmová: grazie alla vittoria per 6-3 6-4, Aoyama/Shibahara portano a casa il secondo titolo del 2021, con una striscia di 9 successi e zero sconfitte.
Le due prendono parte all'Australian Open da imbattute: al primo turno eliminano Muhammad/Pegula (4-6 7-5 6-3) mentre al secondo turno si impongono sulla coppia di casa Cabrera/Inglis nuovamente in tre set (5-7 7-6(5) 6-0). Agli ottavi, estromettono Carter/Stefani per 6-2 6-4, centrando il loro secondo quarto di finale slam consecutivo, il primo per loro nel major australiano; tra le ultime sedici, le giapponesi sfidano Sabalenka/Mertens, a cui cedono nettamente per 2-6 0-6, fermando a 12 la striscia di vittorie consecutive da inizio 2021.
Successivamente, dopo alcune sconfitte premature tra Doha e Dubai, le due si presentano a Miami: da n°5 del seeding, le nipponiche giungono alla loro 7ª finale WTA della carriera, la prima in un WTA '1000'; nella circostanza, si impongono su Carter/Stefani per 6-2 7-5, conquistando il 3º titolo dell'anno, il n°15 per Aoyama in carriera. Grazie al successo, Aoyama sale al n°13 del mondo
Sulla terra, raggiungono la semifinale a Roma come miglior risultato. Sull'erba di Eastbourne, le giapponesi vincono il quarto titolo del 2021, senza perdere un set nelle quattro partite giocate e battendo in finale Melichar/Schuurs. Giocano poi a Wimbledon per la prima volta assieme: raggiungono la semifinale vincendo in due set su Garcia/Dabrowski (6-4 6-2), Martincová/Vondroušová (6-1 6-2), Siegemund/Zvönareva (6-2 7-5) e Hradecká/Bouzková (7-6(3) 7-5). Nel penultimo atto, vengono eliminate dalle future vincitrici Hsieh/Mertens (4-6 6-1 3-6). Grazie al risultato, Aoyama entra per la prima volta in carriera tra le prime 10 del mondo, alla posizione numero dieci.
A fine luglio, le due rappresentano il Giappone nel torneo di doppio delle Olimpiadi di Tokyo: la loro avventura, tuttavia, si ferma al primo turno contro la coppia che vincerà l'argento, Bencic/Golubic (4-6 7-6(5) [5-10]); sul cemento americano, le nipponiche ottengono il 4º titolo dell'anno in quel di Cleveland, battendo in finale Mirza/McHale (7-5 6-3). Agli US Open vengono estromesse al terzo turno dalle future vincitrici Zhang/Stosur (5-7 5-7). A Indian Wells raccolgono l'ottava semifinale dell'anno; nella circostanza, vengono superate da Hsieh/Mertens.
Grazie alla strepitosa stagione, si qualificano alle WTA Finals di Guadalajra come n°2 della race. Nel gruppo Tenochtitlán, sconfiggono Klepač/Jurak per 6-0 6-4 e poi Melichar/Schuurs (6-4 7-6(5)), raggiungendo la semifinale con una giornata d'anticipo; nonostante l'ultimo match perso con Stosur/Zhang, le due si qualificano come prime del girone alla semifinale, dove sfidano le teste di serie n°3 Hsieh/Mertens, contro cui non hanno mai vinto: per la terza volta nel 2021, le giapponesi perdono da Su-Wei ed Elise, con il punteggio di 2-6 2-6. 
Chiude l'anno con il suo best-ranking, al n°5 del mondo.

### 2022:best rankinge uscita dalla top-20
La coppia giapponese, dopo una semifinale a Sydney, disputa l'Australian Open, dove difende i quarti del 2021: questa volta, Aoyama e Shibahara riescono a cogliere la semifinale, la seconda a livello major, dove si arrendono contro-pronostico a Danilina/Haddad Maia.
Dopo la semifinale a Doha con Krunić, dove si arrendono a Gauff/Pegula, Aoyama sale fino alla 4ª posizione mondiale, suo nuovo best-ranking.
Sulla terra, il miglior risultato è la semifinale a Stoccarda colta con Chan, persa da Gauff/Zhang (2-6 3-6). Le due deludono le aspettative al Roland Garros, dove escono subito contro Begu/Osorio. Su erba, dopo la semifinale a Nottingham, Chan/Aoyama si fermano nei quarti di finale di Wimbledon, sconfitte da Ostapenko/Kičenok per 7-5 al terzo set.
Sul cemento americano, Hao-ching e Shūko raggiungono la prima finale annuale nel '500' di San José, dove vengono superate dalle cinesi Xu/Yang per 5-7 0-6. Per il resto, colgono una semifinale a Cleveland e il terzo turno allo US Open, eliminate da Krejčíková/Siniaková, che poi vinceranno il titolo.
Aoyama chiude la stagione senza titoli WTA per la prima volta dal 2018 e termina il 2022 fuori dalla top-20, in 23ª posizione.

### 2023: prima finale slam e secondo titolo '1000'
Nel 2023, Shūko decide di riprendere la sua partnership fissa con Shibahara: dopo scarsi risultati nei '500' di Adelaide, prendono parte all'Australian Open. Da 10° teste di serie, dopo aver perso un set da Wang/Linette, riescono a fare percorso netto verso la loro prima finale slam, battendo in due set tutte le coppie affrontate, tra cui le n°2 del seeding Pegula/Gauff in semifinale. Nel match valevole per il titolo, si arrendono alle campionesse in carica Krejčíková/Siniaková con lo score di 4-6 3-6.
Ad Abu Dhabi gioca con Chan: le due colgono la finale, battendo due coppie collaudate come Melichar/Perez e Krawczyk/Olmos; nell'ultimo atto, cedono il passo a Stefani/Zhang al super-tiebreak. Dal torneo di Indian Wells, Aoyama torna a far coppia con Shibahara: le due arrivano fino alla semifinale del '1000' californiano, dove perdono ancora da Krejčíková/Siniaková.
Sulla terra, le giapponesi giungono fino ai quarti a Strasburgo e Roma. Al Roland Garros, vengono eliminate da Minnen/Bondár al secondo round.
A 'S-Hertogenbosch, dopo un digiuno di quasi due anni, Shibahara/Aoyama tornano a vincere un titolo WTA, prevalendo in finale sulle slovacche Hrunčáková/Mihalíková con un doppio 6-3. A Wimbledon perdono subito da Šymanovič/Kalašnikova.
Sul cemento americano, dopo una semifinale a Washington, le giapponesi trionfano a Montréal, sconfiggendo Siegemund/Zvonarëva, Gauff/Pegula e Krawczyk/Schuurs in finale. Per Ena e Shūko è il secondo titolo di livello '1000' dopo quello di Miami 2021. Allo US Open, vengono subito battute da Montgomery/Ngounoue al primo turno. A San Diego si fermano in semifinale contro Collins/Vandeweghe. Grazie alla quinta finale stagionale nel '500' di Zhengzhou, le nipponiche si qualificano alle WTA Finals. Nella finale del torneo cinese, si arrendono alle campionesse dello US Open Dabrowski/Routliffe. Il 23 ottobre, Shūko riesce a rientrare in top-10 per la prima volta dal 2022;
Nella loro seconda partecipazione alle Finals, Aoyama e Shibahara vengono inserite nel gruppo Maya Ka'an. Nel loro match d'esordio, si impongono su Krawczyk/Schuurs in due set; nel secondo incontro, perdono da Hunter e Mertens per 4-6 2-6. Nel match decisivo per la qualificazione per la semifinale, vengono battute da Melichar/Perez al super-tiebreak, chiudendo terze nel girone e venendo eliminate. 
Termina l'anno al n°12 del mondo.

## Statistiche WTA

### Doppio

#### Vittorie (20)
| Legenda               | Legenda      |
| --------------------- | ------------ |
| Grande Slam (0)       |              |
| Ori Olimpici (0)      |              |
| WTA Finals (0)        |              |
| WTA Elite Trophy (0)  |              |
| Dal 2009 al 2020      | Dal 2021     |
| Premier Mandatory (0) | WTA 1000 (2) |
| Premier 5 (0)         | WTA 1000 (2) |
| Premier (2)           | WTA 500 (4)  |
| International (10)    | WTA 250 (2)  |

| N.  | Data              | Torneo                                        | Superficie  | Compagna           | Avversarie                             | Punteggio               |
| 1.  | 3 agosto 2012     | Washington Open, Washington                   | Cemento     | Chang Kai-chen     | Irina Falconi Chanelle Scheepers       | 7-5, 6-2                |
| 2.  | 3 marzo 2013      | Malaysian Open, Kuala Lumpur                  | Cemento     | Chang Kai-chen     | Janette Husárová Zhang Shuai           | 6(4)-7, 7-6(4), [14-12] |
| 3.  | 3 agosto 2013     | Washington Open, Washington (2)               | Cemento     | Vera Duševina      | Eugenie Bouchard Taylor Townsend       | 6-3, 6-3                |
| 4.  | 2 agosto 2014     | Washington Open, Washington (3)               | Cemento     | Gabriela Dabrowski | Hiroko Kuwata Kurumi Nara              | 6-1, 6-2                |
| 5.  | 12 ottobre 2014   | Japan Women's Open, Osaka                     | Cemento     | Renata Voráčová    | Lara Arruabarrena Tatjana Maria        | 6-1, 6-2                |
| 6.  | 17 settembre 2016 | Japan Women's Open, Tokyo (2)                 | Cemento     | Makoto Ninomiya    | Jocelyn Rae Anna Smith                 | 6-3, 6-3                |
| 7.  | 5 agosto 2017     | Washington Open, Washington (4)               | Cemento     | Renata Voráčová    | Eugenie Bouchard Sloane Stephens       | 6-3, 6-2                |
| 8.  | 16 settembre 2017 | Japan Women's Open, Tokyo (3)                 | Cemento     | Yang Zhaoxuan      | Monique Adamczak Storm Sanders         | 6-0, 2-6, [10-5]        |
| 9.  | 16 giugno 2019    | Rosmalen Open, 's-Hertogenbosch               | Erba        | Aleksandra Krunić  | Lesley Kerkhove Bibiane Schoofs        | 7-5, 6-3                |
| 10. | 13 ottobre 2019   | Tianjin Open, Tientsin                        | Cemento     | Ena Shibahara      | Nao Hibino Miyu Katō                   | 6-3, 7-5                |
| 11. | 20 ottobre 2019   | Kremlin Cup, Mosca                            | Cemento (i) | Ena Shibahara      | Kirsten Flipkens Bethanie Mattek-Sands | 6-2, 6-1                |
| 12. | 16 febbraio 2020  | St. Petersburg Ladies Trophy, San Pietroburgo | Cemento (i) | Ena Shibahara      | Kaitlyn Christian Alexa Guarachi       | 4-6, 6-0, [10-3]        |
| 13. | 13 gennaio 2021   | Abu Dhabi Open, Abu Dhabi                     | Cemento     | Ena Shibahara      | Hayley Carter Luisa Stefani            | 7-6(5), 6-4             |
| 14. | 6 febbraio 2021   | Yarra Valley Classic, Melbourne               | Cemento     | Ena Shibahara      | Anna Kalinskaja Viktória Kužmová       | 6-3, 6-4                |
| 15. | 4 aprile 2021     | Miami Open, Miami Gardens                     | Cemento     | Ena Shibahara      | Hayley Carter Luisa Stefani            | 6-2, 7-5                |
| 16. | 26 giugno 2021    | Eastbourne International, Eastbourne          | Erba        | Ena Shibahara      | Nicole Melichar Demi Schuurs           | 6-1, 6-4                |
| 17. | 28 agosto 2021    | Tennis in the Land, Cleveland                 | Cemento     | Ena Shibahara      | Christina McHale Sania Mirza           | 7-5, 6-3                |
| 18. | 17 giugno 2023    | Rosmalen Open, 's-Hertogenbosch (2)           | Erba        | Ena Shibahara      | Viktória Hrunčáková Tereza Mihalíková  | 6-3, 6-3                |
| 19. | 13 agosto 2023    | Canadian Open, Montréal                       | Cemento     | Ena Shibahara      | Desirae Krawczyk Demi Schuurs          | 6-4, 4-6, [13-11]       |
| 20. | 27 ottobre 2024   | Pan Pacific Open, Tokyo                       | Cemento     | Eri Hozumi         | Ena Shibahara Laura Siegemund          | 6-4, 7-6(3)             |

#### Sconfitte (16)
| Legenda               | Legenda      |
| --------------------- | ------------ |
| Grande Slam (1)       |              |
| Argenti Olimpici (0)  |              |
| WTA Finals (0)        |              |
| WTA Elite Trophy (1)  |              |
| Dal 2009 al 2020      | Dal 2021     |
| Premier Mandatory (0) | WTA 1000 (0) |
| Premier 5 (1)         | WTA 1000 (0) |
| Premier (1)           | WTA 500 (3)  |
| International (7)     | WTA 250 (2)  |

| N.  | Data              | Torneo                               | Superficie  | Compagna            | Avversarie                            | Punteggio            |
| 1.  | 17 ottobre 2010   | Japan Women's Open, Osaka            | Cemento     | Rika Fujiwara       | Chang Kai-chen Lilia Osterloh         | 0-6, 3-6             |
| 2.  | 10 gennaio 2015   | ASB Classic, Auckland                | Cemento     | Renata Voráčová     | Sara Errani Roberta Vinci             | 2-6, 1-6             |
| 3.  | 15 febbraio 2015  | Pattaya Open, Pattaya                | Cemento     | Tamarine Tanasugarn | Chan Hao-ching Chan Yung-jan          | 6-2, 4-6, [3-10]     |
| 4.  | 21 maggio 2016    | Nürnberger Cup, Norimberga           | Terra rossa | Renata Voráčová     | Kiki Bertens Johanna Larsson          | 3-6, 4-6             |
| 5.  | 23 luglio 2016    | Washington Open, Washington          | Cemento     | Risa Ozaki          | Monica Niculescu Yanina Wickmayer     | 4-6, 3-6             |
| 6.  | 7 agosto 2016     | Jiangxi Open, Nanchang               | Cemento     | Makoto Ninomiya     | Liang Chen Lu Jingjing                | 6-3, 6(2)-7, [11-13] |
| 7.  | 30 settembre 2017 | Wuhan Open, Wuhan                    | Cemento     | Yang Zhaoxuan       | Chan Yung-jan Martina Hingis          | 6(5)-7, 6-3, [4-10]  |
| 8.  | 14 ottobre 2018   | Hong Kong Open, Hong Kong            | Cemento     | Lidzija Marozava    | Samantha Stosur Zhang Shuai           | 4-6, 4-6             |
| 9.  | 4 novembre 2018   | WTA Elite Trophy, Zhuhai             | Cemento (i) | Lidzija Marozava    | Ljudmyla Kičenok Nadežda Kičenok      | 4-6, 6-3, [7-10]     |
| 10. | 4 agosto 2019     | Silicon Valley Classic, San Jose     | Cemento     | Ena Shibahara       | Nicole Melichar Květa Peschke         | 4-6, 4-6             |
| 11. | 7 agosto 2022     | Silicon Valley Classic, San Jose (2) | Cemento     | Chan Hao-ching      | Xu Yifan Yang Zhaoxuan                | 5-7, 0-6             |
| 12. | 29 gennaio 2023   | Australian Open, Melbourne           | Cemento     | Ena Shibahara       | Barbora Krejčíková Kateřina Siniaková | 4-6, 3-6             |
| 13. | 12 febbraio 2023  | Abu Dhabi Open, Abu Dhabi            | Cemento     | Chan Hao-ching      | Luisa Stefani Zhang Shuai             | 6-3, 2-6, [8-10]     |
| 14. | 15 ottobre 2023   | Zhengzhou Open, Zhengzhou            | Cemento     | Ena Shibahara       | Gabriela Dabrowski Erin Routliffe     | 2-6, 4-6             |
| 15. | 24 agosto 2024    | Tennis in the Land, Cleveland        | Cemento     | Eri Hozumi          | Cristina Bucșa Xu Yifan               | 6-3, 3-6, [6-10]     |
| 16. | 3 novembre 2024   | Hong Kong Open, Hong Kong (2)        | Cemento     | Eri Hozumi          | Ulrikke Eikeri Makoto Ninomiya        | 4–6, 6–4, [9–11]     |

## Cronologia tornei del Grande Slam

### Doppio
| Torneo Grand Slam  |     |     |     |     |     |     |      |
| Australian Open    | A   | A   | 2T  | 1T  | 1T  | 1T  | 1–4  |
| Open di Francia    | A   | A   | 1T  | 2T  | 1T  | A   | 1–3  |
| Wimbledon          | 1T  | A   | SF  | 3T  | 1T  | 2T  | 7–5  |
| US Open            | 1T  | A   | 1T  | 1T  | 1T  | 1T  | 0–5  |
| Vittorie-Sconfitte | 0–2 | 0–0 | 5–4 | 3–4 | 0-4 | 1-3 | 9–17 |